# Lasiopogon dimicki
Lasiopogon dimicki är en tvåvingeart som beskrevs av Cole och Wilcox 1938. Lasiopogon dimicki ingår i släktet Lasiopogon och familjen rovflugor.
Artens utbredningsområde är Oregon. Inga underarter finns listade i Catalogue of Life.